# Shunki Takahashi
Shunki Takahashi (高橋 峻希 Takahashi Shunki?, Saitama, 4 de mayo de 1990) es un futbolista japonés que juega como defensa en el Yokohama S. C. C. de la Japan Football League.

## Trayectoria

### Clubes
| Club                      | País  | Año       |
| ------------------------- | ----- | --------- |
| Urawa Reds                | Japón | 2008-2013 |
| JEF United Chiba (cedido) | Japón | 2012-2013 |
| Vissel Kobe               | Japón | 2014-2018 |
| Kashiwa Reysol            | Japón | 2019-2021 |
| V-Varen Nagasaki          | Japón | 2022-2023 |
| Iwate Grulla Morioka      | Japón | 2024      |
| Yokohama S. C. C.         | Japón | 2025-     |